# 피나코사우루스
피나코사우루스(Pinacosaurus)는 중생대 백악기 후기(약 8,000만년 전~7,500만년 전), 오늘날 아시아 대륙에 서식한 4족보행의 초식공룡이다. '조반목'-'장순아목'-'곡룡하목'-'안킬로사우루스과'에 속하는 종이다. 학명은 "두꺼운 판 도마뱀(plank lizard)"이란 의미를 갖고 있다. 화석은 중국과 몽골에서 발견되었다. 머리 부분은 길이가 짧고 폭이 넓다. 다리는 짧고, 꼬리 끝부분은 곤봉 모양과 같은 근육 덩어리로 되어 있다.